# Otto Halle
Pour les articles homonymes, voir Halle.
 (février 2025).
Si vous disposez d'ouvrages ou d'articles de référence ou si vous connaissez des sites web de qualité traitant du thème abordé ici, merci de compléter l'article en donnant les références utiles à sa vérifiabilité et en les liant à la section « Notes et références ».
Otto Halle (né le 1er octobre 1903, mort le 14 juin 1987) est un homme politique communiste allemand. Il a participé au mouvement de résistance à Buchenwald (en).

## Biographie
Halle est arrêté le 3 mars 1933, va dans les prisons de Halle-sur-Saale et Berlin-Alexanderplatz avant le camp de concentration de Sonnenburg et est ensuite engagé dans des travaux. En 1935, il est arrêté à nouveau. De 1937 à 1945, il est prisonnier au camp de concentration de Buchenwald et de 1939 à 1945, est kapo. Afin de lui permettre de travailler plus efficacement dans la résistance du camp dans le cadre de cette fonction de prisonnier, il a le soutien d'Otto Sepke, membre du comité du KPD.
Après la fin du national-socialisme, il devient membre du comité du KPD pour le district de Halle-Merseburg et en mai 1946 directeur du département de l'éducation du gouvernement provincial de Saxe, puis sous-secrétaire d'État à l'éducation, aux arts et aus sciences de Saxe-Anhalt. En 1948, Walter Ulbricht le charge de mener une campagne contre les hauts responsables sociaux-démocrates du SED destitués de cette fonction en raison de la bonne coopération avec le social-démocrate Ernst Thape. Halle est retiré du ministère sous prétexte qu'il a trop peu d'éducation politique. Il s'inscrit de nouveau pour un cours de huit mois à la Parteihochschule Karl Marx à Kleinmachnow. Après l'achèvement de ce cours et l'exclusion de Thape, il a jusqu'à son licenciement en novembre 1950, la fonction du chef de département principal de l'enseignement supérieur et des institutions scientifiques dans le ministère de l'éducation populaire de la RDA.
De 1951 à 1953, Halle fait partie de la Rundfunk der DDR, puis jusqu'en 1955 est à la tête de Seemann-Verlag à Leipzig. Il se consacre ensuite à l'écriture et est membre de l'Association des écrivains de la RDA (de) et vit à Berlin-Est. Il est le père de Günter Halle, directeur de l'agitprop au Ministère de la Sécurité d'État.